# Theofylin
Theofylin (také psaný jako teofylin či theophyllin), též dimetylxantin, je metylxantinová léčivá látka používaná pro léčbu respiračních onemocnění, jako je chronická obstrukční plicní nemoc nebo astma. Vyrábí se pod řadou různých značek. Kvůli mnoha[jaký?] vedlejším účinkům se dnes v klinické praxi indikuje jen zřídka.

## Původ
Jakožto člen rodiny xantinů je strukturálně a farmakologicky podobný s kofeinem. Přirozeně se nachází v čaji, avšak jen ve stopových množstvích (~1 mg/l), významně menších, než odpovídá terapeutickému dávkování.
Theofylin byl poprvé extrahován z čajových listů okolo roku 1888 německým biologem Albrechtem Kosselem. Látka byla chemicky identifikována v roce 1896, a též syntetizována, jiným německým vědcem, Wilhelmem Traubem. První klinické použití theofylinu při léčbě astmatu bylo zaznamenáno v 50. letech 20. století.

## Účinky
Mezi hlavní účinky theofylinu patří:
- uvolnění hladkého svalstva v průduškách
- zesílení a zvýšení účinnosti srdečních stahů – pozitivní inotropie
- zrychlení srdečního tepu – pozitivní chronotropie
- zvýšení krevního tlaku
- zvýšení renálního krevního průtoku
- určité protizánětlivé účinky
- stimulační účinek na centrální nervový systém zejména v kmenovém dechovém centru.
- inhibice produkce erytropoetinu[3]
- antagonista adenozinu